# Tieckow
Tieckow [ˈtiːkoː] ist ein Gemeindeteil der Stadt Havelsee  im Landkreis Potsdam-Mittelmark im Land Brandenburg und ist Teil des Amtes Beetzsee. 2002 schloss sich Fohrde, zu dem Tieckow seit 1950 gehörte, freiwillig mit der Stadt Pritzerbe und den Gemeinden Briest und Hohenferchesar zur Stadt Havelsee zusammen, zu welcher 2008 noch das Dorf Marzahne wechselte. Tieckow liegt an der Havel etwa 500 Meter südwestlich von Fohrde. Zum Gemeindeteil gehört der Wohnplatz Kolonie Tieckow etwa ein Kilometer südlich des Dorfes.

## Geschichte
Bereits in vorgeschichtlicher Zeit war die Gegend Havelsees von Menschen bewohnt. Anhand archäologischer Funde konnten Besiedlungen des Raums spätestens seit der mittleren Steinzeit nachgewiesen werden. So wurden im Gebiet des Pritzerber Sees zahlreiche Artefakte aus Knochen und Geweih ausgegraben, die in die jungpaläolithische beziehungsweise mesolithische Zeit datiert werden konnten. Man fand beispielsweise Spitzen, knöcherne Angelhaken und ein Schwirrgerät. Eisenzeitliche Grabfelder wurden in der Umgebung des Pritzerber Sees gefunden.
In seinem Werk Germania beschreibt Tacitus die Gegend östlich der Elbe bis an die Oder als Siedlungsgebiet des suebischen Stamms der Semnonen. Bis auf wenige Restgruppen verließen die Semnonen noch vor beziehungsweise spätestens während der Zeit der Völkerwanderung ab dem 3. beziehungsweise 4. Jahrhundert ihr altes Siedlungsgebiet an der Havel in Richtung des Rheins. Ab dem 6. Jahrhundert zogen slawische Stämme aus dem Osten kommend in den nach der Abwanderung der Germanen seit etwa einhundertfünfzig Jahre weitgehend siedlungsleeren Raum. Reste germanischer Bevölkerung gingen in der slawischen Mehrheitsbevölkerung auf.
Aufgrund von archäologischen Funden wird eine Besiedlung im Gebiet des Dorfes Tieckow spätestens für das 9. bis 12. Jahrhundert angenommen. Der Ortsname lässt sich vom slawischen Personennamen Tik oder Tyk ableiten. Er beschreibt am ehesten die Wohnstätte beziehungsweise den Wohnort einer so genannten Person. Die erste urkundliche Erwähnung eines Tikow stammt aus dem Jahr 1317, als der brandenburgische Bischof Johannes von Thuchem das vorher zum Tafelgut gehörende Dorf gemeinsam mit Weseram dem Domstift überschrieb. Tieckow lag bis dahin im Hochstift Brandenburg, dem Fürstentum des Brandenburger Bischofs.
Drei Jahre nach seiner Ersterwähnung wurde ein Thikowe als villa Slavicas, als slawische Siedlung erwähnt. Ob es sich um zwei Tieckow, ein deutsches und ein slawisches handelte, oder ob ein und derselbe Ort gemeint war, lässt sich nicht genau sagen. Die nächste Erwähnung fand Tieckow, als 1385 ein Kirchbau urkundlich erwähnt wurde. Im Jahr 1417 kam es zur Katastrophe, als Raubritter des Erzbistums Magdeburg der Ort plünderten. In der weiteren Folge wurde Tieckow eine Wüstung, welche sich in Besitz des Prämonstratenserstifts „Unserer lieben Frau auf dem Berge“ auf dem Marienberg vor der Altstadt Brandenburg befand. 
Erst zu Beginn des 16. Jahrhunderts wurde Tieckow wieder neu besiedelt. Aus dem ehemals mittelalterlichen Dorf wurde ein Vorwerk mit einer Schäferei. Die alte Dorfkirche wurde, nachdem sie zwischenzeitlich verfallen war, 1518 erneuert. Wahrscheinlich gegen Ende des 16. Jahrhunderts ging das Dorf an die Besitzer des Rittergutes Plaue, bei denen es für rund 300 Jahre verblieb. Während des Dreißigjährigen Krieges wurde die Tieckower Kirche von schwedischen Truppen zerstört und anschließend nie wieder aufbaut. Tieckow blieb zunächst ein kleines Vorwerk. In der ersten Hälfte des 18. Jahrhunderts siedelten neben den Schäfern einige Kötter und ein Windmüller. Nahe Tieckow entstand eine Gutssiedlung, welche 1783 von der Gräfin Caroline von Eickstedt-Peterswald, die auch Kützkow übernahm, erworben wurde. Das Dorf Tieckow zählte 1800 elf Feuerstellen. Nach 1810 nutzte die Bauerngemeinde die Preußischen Reformen und kaufte der damaligen Besitzerfamilie von der Recke das Rittergut ab und teilte die Liegenschaft unter sich auf. Im 19. Jahrhundert entwickelte sich auch in Tieckow die Ziegelherstellung zu einer wichtigen Erwerbsquelle. Zeugnis dessen ist die bis heute existierende und arbeitende Ziegelei in Krahnepuhl. 1885 bildeten vier Siedlungskerne den Ort. Dies waren das eigentliche Dorf, die sogenannte Kolonie, das Vorwerk und die Ziegelei. In einer Ortsstatistik aus dem Jahr 1931 ist Tieckow als Landgemeinde mit den Wohnplätzen Kolonie und der Ziegelei Krahnepuhl aufgeführt. 1933 betrug die Einwohnerzahl 323, welche sich bis 1939 auf 346 Einwohner erhöhte. Im Zuge der Bodenreform 1947 wurden in Tieckow 23 Hektar Land auf 19 neue Eigentümer verteilt und am 1. Juli 1950 wurde der Ort nach Fohrde eingemeindet. 1958 gründete sich in Tieckow die LPG „Havelstrand“. Diese bestand bis 1972 und schloss sich dann mit der LPG von Fohrde und Briest zu der LPG „August Bebel“ Fohrde zusammen.
Politisch gehörte Tieckow seit 1815 der damals neugegründeten preußischen Provinz Brandenburg an. Ein Jahr später wurde der Landkreis Westhavelland gegründet, dem diese Orte angegliedert waren. Nach dem Zweiten Weltkrieg und der Gründung der DDR 1949 wurde Tieckow mit allen heute zu Havelsee gehörenden Orts- und Gemeindeteilen 1952 dem Landkreis Brandenburg, der 1993 im Kreis Potsdam-Mittelmark aufging und damit dem neuen Bezirk Potsdam, der bis 1990 bestand, zugeordnet.

## Sehenswürdigkeiten

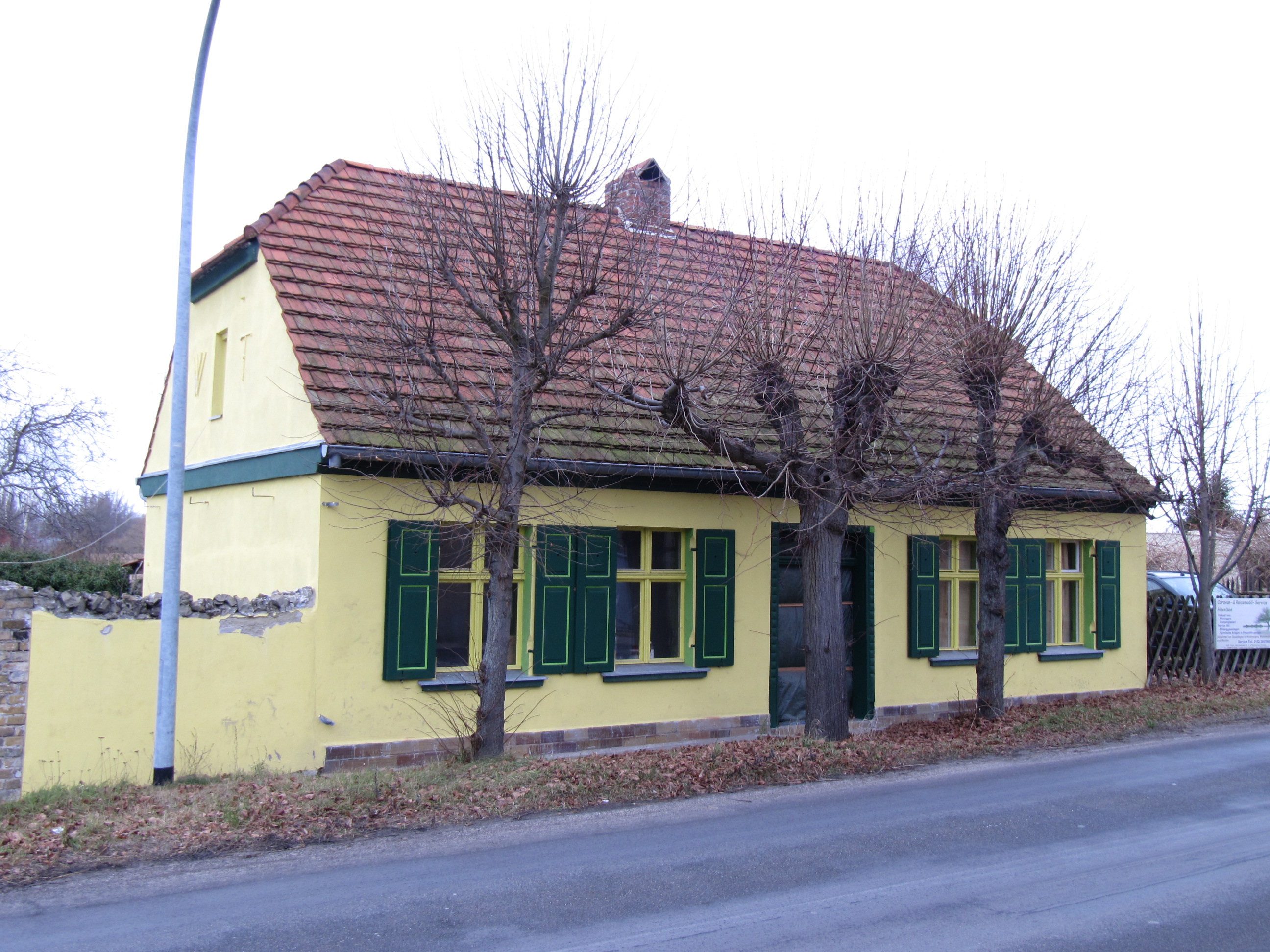
Denkmalgeschütztes Bauernhaus in Tieckow

Sehenswürdigkeiten Tieckows sind das alte Kirch- und Schulhaus und ein altes Bauernhaus, welches um 1780 erbaut wurde. Das einstöckige Wohnhaus aus dem 18. Jahrhundert besitzt eine kleine fensterlose Küche, in der noch der originale Ziegelboden erhalten geblieben ist, auf welchem damals unter einem Dreifuß das Feuer brannte. Der Rauch zog frei in den noch gut erhaltenen Rauchfang, wo über der Kochstelle die aufbewahrten Lebensmittel geräuchert und so haltbar gemacht wurden.